# D-loop
Em biologia molecular, um displacement loop ou D-loop é uma estrutura de ADN onde duas cadeias em dupla hélice são separadas num trecho e afastadas por uma terceira cadeia de ADN. A terceira cadeia tem uma sequência de bases que é complementar a uma das cadeia principais e forma pares de bases com ela, afastando assim a outra cadeia na região.
Dentro dessa região a estrutura é pois uma forma de ADN em tripla hélice.
Os D-loops ocorrem num número de situações particulares, incluindo no reparo de ADN, em telómeros e em estruturas semi-estáveis de moléculas de ADN circular mitocôndrial.